# 王振伟
王振伟（1963年12月—），男，汉族，中华人民共和国政治人物，曾任中共卢氏县委书记、河南省纪委驻省委组织部纪检组组长，现任河南省机关事务管理局局长。

## 生平
1981年参加工作。1984年1月加入中国共产党。
2001年，河南省三门峡市卢氏县发生了中华人民共和国成立以来最大的卖官事件，造成了恶劣的社会影响。王振伟在这种情况下接任了卢氏县县委书记。担任卢氏县县委书记期间招商引资，注重改善民生，建立了洛河北岸的防洪大坝。2008年5月调离卢氏县县委书记职位，由王振清继任。现任河南省机关事务管理局局长。